# Sotto falso nome
Sotto falso nome è un film del 2004, diretto da Roberto Andò, presentato in una proiezione speciale della Settimana internazionale della critica al 57º Festival di Cannes.

## Trama
Daniel Boltanski è un celebre scrittore, ma è ossessionato dalla riservatezza e pertanto si firma con lo pseudonimo di Serge Novak, aiutato dal suo agente.
Un giorno Daniel ha un'avventura con una giovane donna e il mattino dopo scoprirà che è la sposa del figlio di cui si è sempre occupato poco e con cui non ha mai costruito un rapporto da padre-figlio.
Lo scrittore si troverà al centro di un ricatto: viene accusato di aver copiato il romanzo che gli ha dato il primo successo e potrebbe aver avuto una relazione in passato dalla quale è nata una figlia che non ha mai riconosciuto in Polonia.